# 교토 국제 만화 박물관

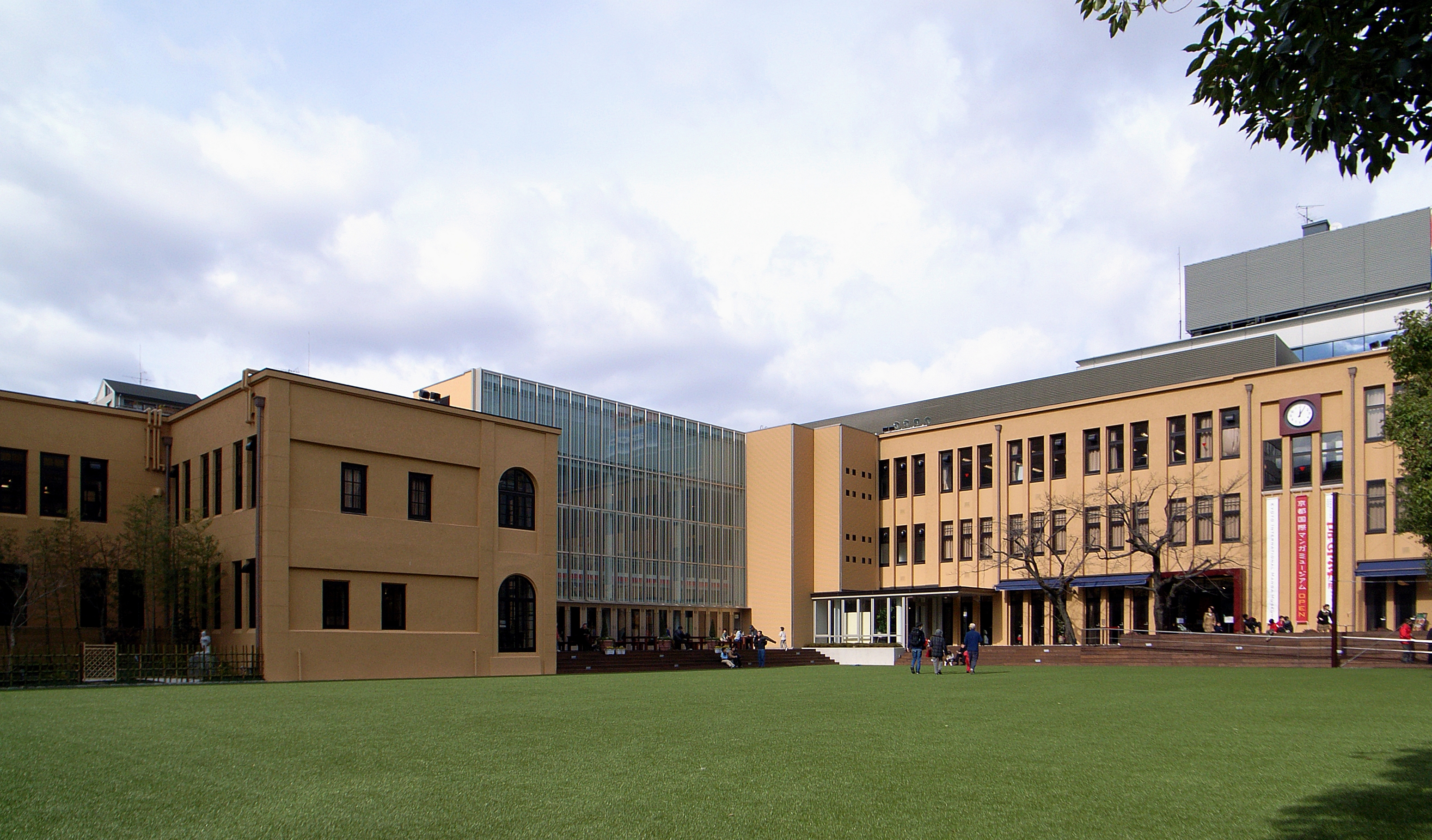
교토 국제 만화 박물관

교토 국제 만화 박물관(일본어: 京都国際マンガミュージアム, 영어: Kyoto International Manga Museum)은 교토시 나카교구의 구・타츠이케 초등학교 건물에 위치해 있는 만화 박물관이다.
일본 국내외 만화와 관련된 귀중한 자료들을 모아놓은 일본의 만화 박물관으로 2006년 11월 25일 개최되었다. 메이지 시대의 잡지나 전후 대본 등의 귀중한 역사자료, 현대의 인기 작품, 세계 각국의 명작 등 약 30만점 (2009년 기준)을 소유하고 있다.